# CMPK2
CMPK2 (англ. Cytidine/uridine monophosphate kinase 2) – білок, який кодується однойменним геном, розташованим у людей на 2-й хромосомі. Довжина поліпептидного ланцюга білка становить 449 амінокислот, а молекулярна маса — 49 448.
| 10         |  | 20         |  | 30         |  | 40         |  | 50         |
| ---------- |  | ---------- |  | ---------- |  | ---------- |  | ---------- |
| MAFARRLLRG |  | PLSGPLLGRR |  | GVCAGAMAPP |  | RRFVLELPDC |  | TLAHFALGAD |
| APGDADAPDP |  | RLAALLGPPE |  | RSYSLCVPVT |  | PDAGCGARVR |  | AARLHQRLLH |
| QLRRGPFQRC |  | QLLRLLCYCP |  | GGQAGGAQQG |  | FLLRDPLDDP |  | DTRQALLELL |
| GACQEAPRPH |  | LGEFEADPRG |  | QLWQRLWEVQ |  | DGRRLQVGCA |  | QVVPVPEPPL |
| HPVVPDLPSS |  | VVFPDREAAR |  | AVLEECTSFI |  | PEARAVLDLV |  | DQCPKQIQKG |
| KFQVVAIEGL |  | DATGKTTVTQ |  | SVADSLKAVL |  | LKSPPSCIGQ |  | WRKIFDDEPT |
| IIRRAFYSLG |  | NYIVASEIAK |  | ESAKSPVIVD |  | RYWHSTATYA |  | IATEVSGGLQ |
| HLPPAHHPVY |  | QWPEDLLKPD |  | LILLLTVSPE |  | ERLQRLQGRG |  | MEKTREEAEL |
| EANSVFRQKV |  | EMSYQRMENP |  | GCHVVDASPS |  | REKVLQTVLS |  | LIQNSFSEP  |

A: Аланін

C: Цистеїн

D: Аспарагінова кислота

E: Глутамінова кислота

F: Фенілаланін

G: Гліцин

H: Гістидин

I: Ізолейцин

K: Лізин

L: Лейцин

M: Метіонін

N: Аспарагін

P: Пролін

Q: Глутамін

R: Аргінін

S: Серин

T: Треонін

V: Валін

W: Триптофан

Кодований геном білок за функціями належить до трансфераз, кіназ. 
Задіяний у таких біологічних процесах, як біосинтез піримідинів, альтернативний сплайсинг. 
Білок має сайт для зв'язування з АТФ, нуклеотидами. 
Локалізований у мітохондрії.